# Susana Gaspar
Susana Gaspar (Lisboa, 1981) é uma cantora lírica soprano portuguesa.

## Biografia
Nasceu em 1981, em Lisboa, Portugal. Susana Gaspar estudou em Lisboa na Escola de Música do Conservatório Nacional, em classes de António Wagner Diniz e Ana Paula Russo. Recebeu uma bolsa da Fundação Calouste Gulbenkian para estudar na Guildhall School of Music and Drama, em Londres, e frequentou a The National Opera Studio, com a bolsa da Royal Opera House.
Ela recebeu diversos prêmios com sua carreira de cantora soprano, incluindo uma bolsa da Royal Opera House, um prêmio do British Youth Opera Basil Turner, o prêmio Lieder e Canção Portuguesa no Concurso de Canto do Rotary Club, e já foi premiada pela Worshipful Company of Cordwainers, Derek Butler Trust, Fundação Calouste Gulbenkian e Prêmio Vasconcellos.
Em setembro de 2011, Suzana entrou para o programa Jette Parker Young Artists na Royal Opera House, onde desempenhou o papel de Barbarina nas As bodas de Fígaro. Depois, ela fez o papel de Contessa Ceprano em Rigoletto, Les Nuits d’été em Berlioz, e Aurore em Le Portrait de Manon. E na última temporada do programa, se apresentou nos papéis de Giannetta em L’Elisir d’Amore, 1st Innocent em The Minotaur, Voce dal Cielo em Don Carlo, e Papagena em Flauta Mágica.
Em 2013, ela representou Portugal no BBC Cardiff Singer of the World 2013.